# Bataille de la Bidassoa
Pour les articles homonymes, voir Bidassoa (homonymie).
Guerre d'indépendance espagnole
Batailles
- San Millan-Osma (06/1813)
- Vitoria (06/1813)
- Tolosa (06/1813)
- Saint-Sébastien (1er) (07/1813)
- Pyrénées (07/1813)
- Maya (07/1813)
- Roncevaux (07/1813)
- Sorauren (07/1813)
- Beunza (07/1813)
- Saint-Sébastien (2e) (08/1813)
- San Marcial (08/1813)
- Bidassoa (10/1813)
- Pampelune (10/1813)
- Nivelle (11/1813)
- Nive (12/1813)

- Garris (02/1814)
- Orthez (02/1814)
- Bayonne (02/1814)
- Toulouse (04/1814)

La bataille de la Bidassoa (ou bataille de La Rhune) est livrée le 7 octobre 1813 entre les armées alliées sous le commandement de Arthur Wellesley et l'armée napoléonienne sous le commandement de Jean-de-Dieu Soult dans le cadre de la guerre péninsulaire. Les Alliés percent les lignes françaises derrière la Bidassoa, près de La Rhune (Pyrénées).

## Déroulement
Arthur Wellesley mène l'offensive principale contre les positions françaises sur la Bidassoa. Il lance une attaque surprise, dépassant facilement les défenses françaises  sur son flanc gauche. Dans le centre, son armée parvient également à percer les défenses françaises, bien que les Espagnols soient repoussés. 
Au début des combats, Soult s'est rendu compte que son flanc gauche n'était pas en danger, mais il a réagi trop tard pour restaurer ses positions sur la droite. Les troupes françaises parviennent toutefois à battre en retraite sur la Nivelle, qui sera le théâtre d'une bataille le 10 novembre 1813.

## Suites
Les Français continuent le repli entamé, perdent la redoute de la Sainte-Barbe près de Sare le 12 octobre, elle est prise par les troupes espagnoles.